# Velika Marišta
Velika Marišta (em cirílico: Велика Маришта) é uma vila da Sérvia localizada no município de Mionica, pertencente ao distrito de Kolubara, na região de Kolubara Podgorina. A sua população era de 185 habitantes segundo o censo de 2011.

## Demografia
| 1948 | 1953 | 1961 | 1971 | 1981 | 1991 | 2002 | 2011 |
| ---- | ---- | ---- | ---- | ---- | ---- | ---- | ---- |
| 342  | 348  | 279  | 252  | 253  | 276  | 292  | 185  |